# Благушинский клуб спорта
«Благуша» — футбольный клуб из Москвы, основанный в 1910 году.

## Названия
- 1910—1923 год — «Благуша» («Благушинский клуб спорта»)

## История
Учредители: Никита Петрович Голышев, Иван Михайлович Дианов, Александр Григорьевич Орлов, Василий Иванович Худокормов.
Клуб так же имел вторую команду, которая называлась «Благуша II». Устав клуба утвержден 25 июля 1911 года. 29 апреля 1923 года, «Благуша» провела товарищеский матч против команды «Красная Пресня», результат того матча 0:8[значимость факта?]. Матч проходил на стадионе «Красная Пресня». «Благуша» играла матчи с такими клубами: КСО, «Унион», МКС, ОФВ и так далее.

## Достижения
- Бронзовый призёр чемпионата Москвы в классе «Б»: 1919 (о)[3]